# Parafia św. Michała Archanioła w Krzydlinie Małej
Parafia Świętego Michała Archanioła w Krzydlinie Małej znajduje się w dekanacie Brzeg Dolny w archidiecezji wrocławskiej. Jej proboszczem od 2016 roku jest o. Jan Opala CMF. 
Obsługiwana przez misjonarzy klaretynów. Erygowana w XIII wieku.